# Islám v Černé Hoře

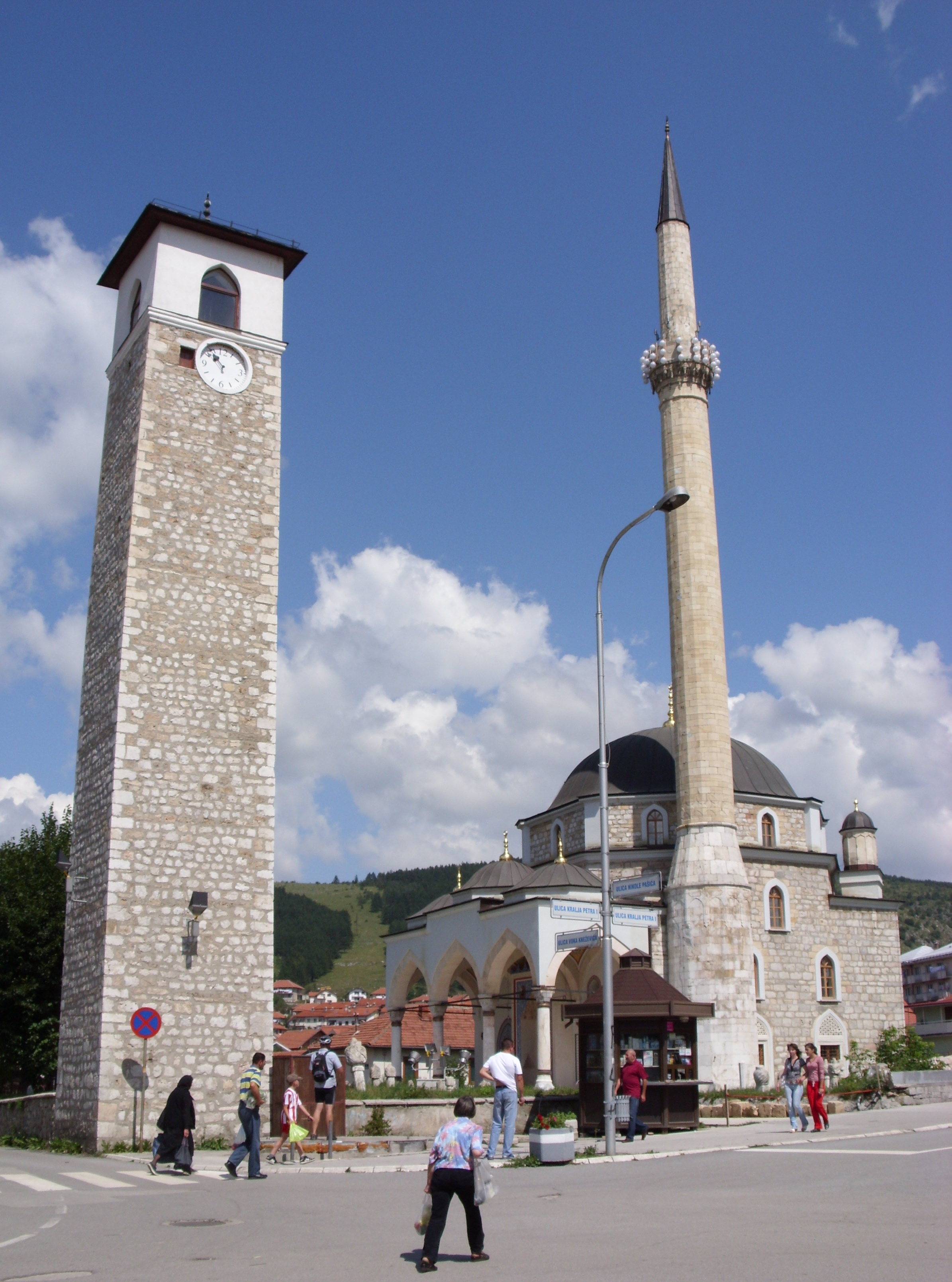
Husein-pašova mešita (cca 1570) v obci Pljevlja, kterou nechal postavit zdejší rodák Husein-paša Boljanić

Islám se v Černé Hoře rozšířil za osmanské vlády a dnes je druhou nejčastější konfesí v této nevelké balkánské zemi. V Černé Hoře žije kolem 120 000 muslimů, odhadem pětina místní populace. Islám zde vyznávají především Albánci (vedle nich se vyskytují katoličtí Albánci), Bosňáci a Romové. Muslimští obyvatelé Černé Hory vyznávají převážně sunnitský islám hanífovského mazhabu.

## Historie
Islám se na území dnešní Černé Hory šířil od 15. století až do roku 1878, kdy země získala nezávislost na osmanské říši. V počátku budování černohorské státnosti bylo muslimské obyvatelstvo záměrně vyháněno (jen v letech 1878–1882 odhadem polovina muslimů z nově obsazených regionů), nicméně po první balkánské válce roku 1912 a územním rozšíření (jižní část Sandžaku a Metochie) jeho procento stouplo natolik, že státní úřady jejich setrvání již nebránily.

## Demografie

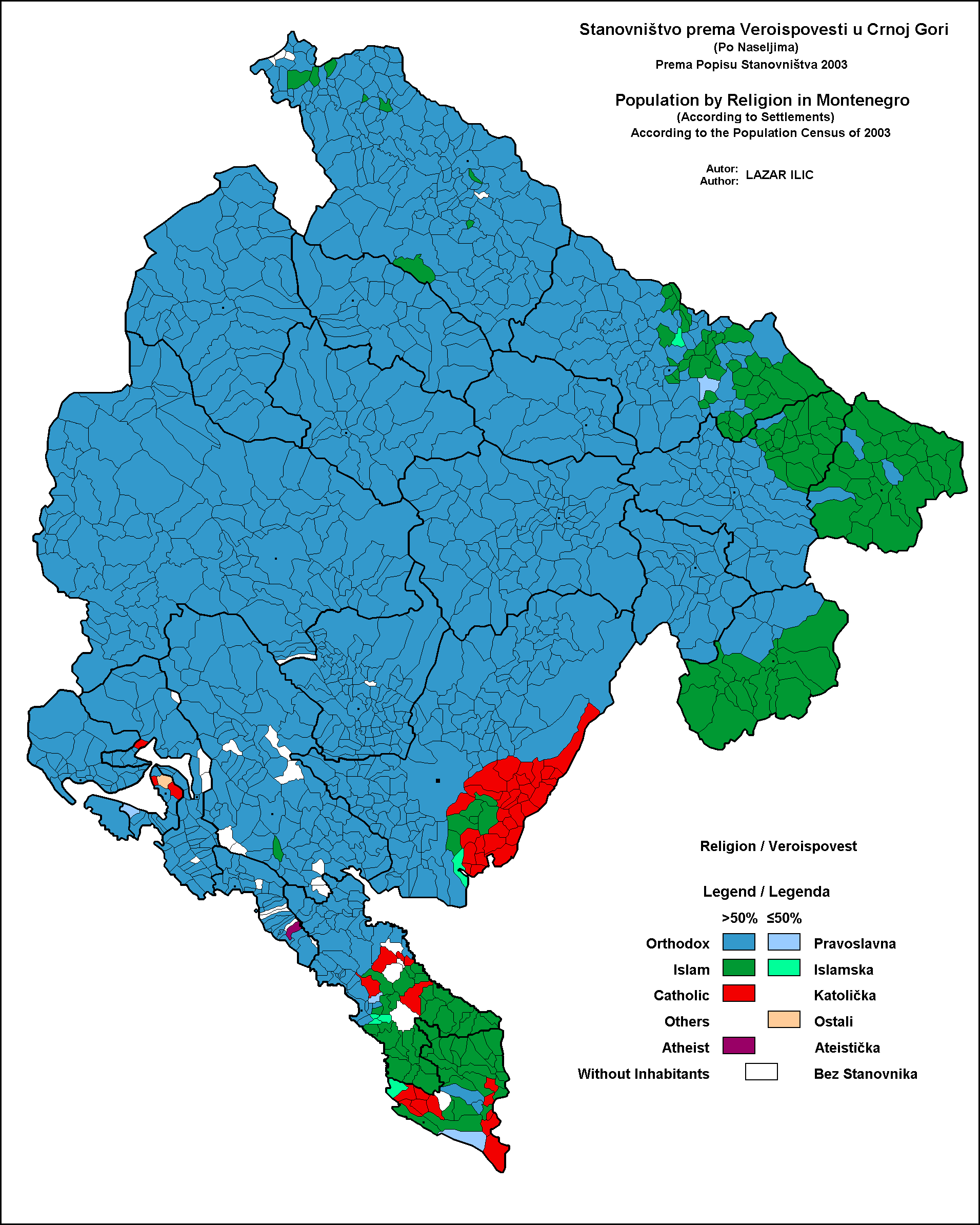
Náboženství v Černé Hoře dle sčítání z roku 2003

Roku 2011 se k islámu přihlásilo 118 477 (v kategoriích islámská konfese 99 038 a muslimská konfese 19 439), což představovalo 19,1 % celkové populace 620 029 lidí. Muslimové měli absolutní většinu ve 3 z tehdejších 21 občin (okresů), konkrétně v Plavu, Rožaje a Ulcinji. Dle národnostního složení byla muslimská komunita členěna následovně:
- 53 453 Bosňáci (45,12 %)
- 22 267 Albánci (18,79 %)
- 20 270 (slovanští) Muslimové (17,10 %)
- 12 758 Černohorci (10,77 %)
- 5 034 Romové (4,25 %)
- 2 003 Egypťané (1,70 %)
- 2 692 Ostatní (2,27 %)

Albánci v roce 2011 představovali 4,9 % obyvatel Černé Hory (z nich 73,2 % byli muslimové) a většinou žili na jihovýchodě země. Bosňáci s 8,7 % a etničtí Muslimové s 3,3 % naopak žili na severovýchodě republiky.

## Náboženská organizace
Muslimové v Černé Hoře jsou sdruženi do náboženské obce, která se od roku 1994 nazývá Islámské společenství v Černé Hoře. V jejím čele od roku 2003 stojí stařešina, reis. Duchovní organizace datuje svůj vznik k roku 1878, kdy dinárské knížectví dosáhlo mezinárodního uznání a významně rozšířilo své území na úkor osmanské říše. V souladu se závěrečným protokolem Berlínského kongresu, v němž se Černá Hora zavázala respektovat náboženské a majetkové svobody muslimů, kníže Nikola požádal cařihradského şeyhülislama, nejvyššího duchovního v Turecku, aby jmenoval černohorského muftího.

### nejvyšší duchovní představitelé
- 1878–1883 hadži Salih-efendija Huli, původem ze Skadaru, jako černohorský muftí sídlil v Ulcinji, roku 1883 se vystěhoval do Skadaru a úřad prakticky nevykonával
- 1887–1907? hadži Musatafa Hilmi-efendija, černohorský muftí sídlil v Ulcinji, pak Podgorici, původem z Tikveše, roku 1907? se vystěhoval do Cařihradu a úřad prakticky nevykonával
- 1912–1922/1923 Murteza-efendija Karađuzović (1865–1941), jako černohorský muftí sídlil ve Starém Baru, roku 1922 Černá Hora přešla pod správu vrchního muftího v Bělehradě, Karađuzović úřad prakticky vykonával o něco déle
  - 1909–1923 Husein Mujalović (1854–1940), muftí ve městě Ulcinj
  - 1912–1930 Derviš Rušdi Šećerkadić, muftí ve městě Pljevlja, před ním v úřadu Jahja-efendija Musić
  - 1912–1922 Adem Softić (1856–1939), muftí ve městě Berane, úřad uzavřen a přesunut do Rožaje
  - 0000–0000 Jusuf Delević, muftí ve městě Bijelo Polje, jeho úřad v letech 1912–1913 pokrýval nově připojené oblasti za Balkánských válek
  - 0000–0000 Abdulah Burdžović, muftí ve městě Bijelo Polje
  - 1920–1928? Mustafa-efendija Salihbegović (1870–1928), muftí ve městě Bijelo Polje,
  - 0000–0000 Harun Lamežović, muftí ve městě Bijelo Polje
- 1922–1930 Mehmed Zekerijah-efendija Ćinara, od roku 1914 vrchní muftí v Bělehradě
  - 1923–1930 Murat-efendija Vodopić (1876–?), jako podgorický muftí se sídlem v Podgorici, jinak od roku 1918 okružní muftí
  - 1924–1930 háfiz Hasan-efendija Mavrić (1884–1969), barský a ulcinjský muftí se sídlem ve Starém Baru
  - 0000–0000 rožajský muftí
- 1930–1936 háfiz Ibrahim-efendija Maglajlić (1861–1936), reisu-l-ulema Islámského náboženského společenství Království Jugoslávie se sídlem v Bělehradě
  - černohorští muslimové podléhají správě Ulema-medžlisu, duchovní rady starších, ve Skopji, sídlem muftího je Pljavlja
    - 1930–1936 Abdulah Ajni Bajrakterević, muftí ve městě Pljevlja
- 1936–1938 místo reisu-l-ulemy uprázdněno, úřadem pověřen náib Vrchního stařešinstva v Bělehradě Salih Safvet Bašić (1886–1948), úřady muftí byly roku 1936 zrušeny
- 1938–1942 Fehim-efendija Spaho (1877–1942), reisu-l-ulema Islámského náboženského společenství Království Jugoslávie se sídlem v Sarajevu
- 1942–1947 místo reisu-l-ulemy uprázdněno, úřadem reisu-l-ulemy pověřen Salih Safvet Bašić (1886–1948)
- 1947–1957 Ibrahim-efendija Fejić (1879–1962), reisu-l-ulema Islámského náboženského společenství ve FNRJ se sídlem v Sarajevu
  - 1947–1959 Husein-efendija Redžepagić (1882–1965), předseda Stařešinstva Islámského náboženského společenství Lidové republiky Černé Hory
- 1957–1975 Sulejman-efendija Kemura (1908–1975), reisu-l-ulema Islámského náboženského společenství ve FNRJ/SFRJ se sídlem v Sarajevu
  - 1959–1975 hadži háfiz Šukrija Bakalović (1914–1975), předseda Stařešinstva Islámského náboženského společenství Lidové/Socialistické republiky Černé Hory
- 1975–1987 Naim-efendija Hadžiabdić (1918–1987), reisu-l-ulema Islámského náboženského společenství v SFRJ se sídlem v Sarajevu
  - 1976–1994 hadži Idris-efendija Demirović (*1947), předseda Stařešinstva Islámského náboženského společenství Socialistické republiky Černé Hory
- 1987–1987 místo reisu-l-ulemy uprázdněno, Ferhat-efendija Šeta, náib (náměstek)
- 1987–1989 háfiz Husein-efendija Mujić (1918–1994), reisu-l-ulema Islámského náboženského společenství v SFRJ se sídlem v Sarajevu
- 1990–1991 místo reisu-l-ulemy uprázdněno, úřadem pověřen Jakub-efendija Selimoski (1946–2013)
- 1991–1993 Jakub-efendija Selimoski (1946–2013), reisu-l-ulema Islámského náboženského společenství v SFRJ se sídlem v Sarajevu, koncem června 1993 natrvalo opustil Sarajevo, čímž se de facto rozpadlo Islámské společenství v SFRJ
- 1994–2003 hadži Idris-efendija Demirović (*1947), předseda Mešihatu Islámského společenství v Černé Hoře se sídlem v Podgorici
- 2003–0000 Rifat-efendija Fejzić, reis Islámského společenství v Černé Hoře se sídlem v Podgorici

## Sakrální a vzdělávací stavby
V současné době se na území Černé Hory nachází 124 mešit (2011). Roku 2008 byla v podgorické čtvrti Milješ otevřena islámská střední škola, medresa, který nese jméno osmanského sultána Mehmeda II. al-Fatiha. Škola byla stavěna celých osm let a finančně ji podpořila zejména Turecká agentura pro spolupráci rozvoj (TIKA). K chlapecké škole roku 2014 přibyla ženská medresa, jejíž výstavbu podpořila kuvajtská nadace al-Arhma al-Alamiya.
V Podgorici, konkrétně ve čtvrti Karabuško Polje, působí Islámské kulturní centrum. Formálně se jedná o nevládní organizaci, jejíž vznik se datuje do roku 1997. Obdobné zařízení bylo otevřeno roku 2014 v přímořském městě Bar.
V minulosti byly islámské stavby v Černé Hoře opakovaně ničeny. V novější době se tak dělo převážně během válečných konfliktů, a to zejména mezi lety 1878 a 1882, za balkánských válek (1912–1913), za druhé světové války (1941–1945) a pak znovu v 90. letech 20. století. Vedle toho byly mezi světovými válkami a pak ve čtyřicátých a padesátých letech 20. století četné modlitebny strženy kvůli nevyhovujícímu technickému stavu. Podgorické mešity, tedy ty v její urbánní části, byly významně poškozeny během spojeneckého bombardování města roku 1944.